# アン・クルーガー
アン・クルーガー（Anne Osborn Krueger、1934年2月12日 - ）は、アメリカ合衆国の経済学者。ジョンズ・ホプキンズ大学教授であり、国際経済学、国際金融を専攻している。2001年〜2006年IMFの筆頭副専務理事、2006年〜2007年IMF専務理事の特別アドバイザーを務めた。

## 略歴
- 1934年 ニューヨーク州エンディコットに生まれる。
- 1953年 オーバリン大学を卒業する（B.A.）。
- 1955年〜1958年 ウィスコンシン大学の助手兼博士論文フェローとなる。
- 1956年 ウィスコンシン大学よりM.S.を得る。
- 1958年 ウィスコンシン大学よりPh.D.を得る。
- 1958年〜1959年 ウィスコンシン大学の経済専任講師となる。
- 1959年〜1963年 ミネソタ大学の経済学助教授となる。
- 1961年 計量経済学会のメンバーとなる。
- 1963年〜1966年 ミネソタ大学の経済学准教授となる。
- 1966年〜1982年 ミネソタ大学の経済学教授となる。
- 1969年 全米経済研究所（NBER）のリサーチ・アソシエイトとなる。
- 1982年〜1986年 世界銀行の上級副総裁チーフエコノミストとなる。
- 1983年 アメリカ芸術科学アカデミーのフェローとなる。
- 1987年〜1993年 デューク大学の教授（Arts and Sciences Professor of Economics）となる。
- 1993年〜2001年 スタンフォード大学の経済学部教授（Herald L. and Caroline L. Ritch Professor of Humanities and Sieneces）、および経済発展・政策改革調査センター長となる。
- 1995年 米国科学アカデミーのメンバーとなる。
- 1997年 アメリカ経済学会会長となる。
- 2001年〜2006年 IMFの筆頭副専務理事となる。
- 2006年〜2007年 IMF専務理事への特別アドバイザーとなる。
- 2007年〜現在 ジョンズ・ホプキンズ大学高等国際研究スクールの国際経済学教授となる。
- 2011年 トムソン・ロイター引用栄誉賞受賞。

## 業績
- 2003年4月13日〜14日にワシントンD.C.で開催された世銀・IMF合同開発委員会で、アン・クルーガーは国家破産の対策を提案した。すなわち、破綻危機に直面する国家を救済する手段として国家債務再編メカニズム（Sovereirn Debt Restructuring Mechanism: SDRM）を提案したが、メンバー国により拒否された。
- 代わりに、ソブリン債の返済に支障があった場合、返済の条件の見直しをメンバー国の過半数の合意によって行いうることという集団行動条項（Collective Action Crause: CAC）が導入された。
- 2004年3月4日〜2004年6月7日、IMF専務理事としてホルスト・ケーラーが辞め、ロドリゴ・ラトが新任となるまでの間、アン・クルーガーが代行を果たした。

## 主要著書

### 日本語著書
- 『アメリカ通商政策と自由貿易体制』、星野岳穂・小滝一彦・中村洋共訳、東洋経済新報社、1996年
- 『日本財政――破綻回避への戦略』、貝塚啓明とアン・クルーガー編、日本経済新聞出版社、2007年

### 原書
- Tackling Japan's Fiscal Challenges: Strategies to Cope with High Debt and Population Aging, editor with Keimei Kaizuka, Palgrave MacMillan, 2006
- Governance, Regulation and Privatization in the Asia Pacific Region, Vol.12, coeditor (with Takatoshi Ito), University of Chicago Press, 2004
- Reforming India's External, Financial and Fiscal, coeditor (with Sajjid Z. Chinoy), Stanford University Press, 2003
- Latin American Macroeconomic Reform, The Second Stage, coeditor (with Jose Antonio Gonzalez, Vittorio Corbo and Aaron Tornell)
- Trade in Services in the Asia-Pacific Region, Vol.11, coeditor (with Takatoshi Ito), University of Chicago Press for NBER, 2003
- Economic Policy Reforms and the Indean Economy, editor, University of Chicago Press, 2002
- A New Approach to Sovereign Debt Restructuring, International Monetary Fund, Washington D.C., April 2002
- Regional and Global Capital Flow-Macroeconomic Causes and Consequences, Vol.10, coeditor with Takatoshi Ito, University of Chicago Press for NBER, 2001
- Economic Policy Reform: The Second Stage, editor, University of Chicago Press, 2000
- The Role of Foreign Direct Investment in East Asian Economic Development, Vol.9, coeditor with Takatoshi Ito, University of Chicago Press for NBER, 2000
- Deregulation and Interdependence in Asia-Pacific Region, Vol.8, coeditor with Takatoshi Ito, University of Chicago Press for NBER, 2000
- Changes in Exchange Rates in Rapidly Developing Countries: Theory, Practice, and Policy Issues, Vol.7, coeditor with Takatoshi Ito, University of Chicago Press for NBER, 1999
- The WTO as an International Institution, editor, University of Chicago Press, 1998